# Сейлем Тауншип (округ Мерсер, Пенсільванія)
Сейлем Тауншип (англ. Salem Township) — селище (англ. township) в США, в окрузі Мерсер штату Пенсільванія. Населення — 753 особи (2020).

## Демографія
Згідно з переписом 2010 року, у селищі мешкали 754 особи в 283 домогосподарствах у складі 215 родин. Було 319 помешкань
Расовий склад населення:
| - 96,4 % — білих - 1,7 % — чорних або афроамериканців - 0,1 % — азіатів |

До двох чи більше рас належало 1,6 %. Частка іспаномовних становила 0,9 % від усіх жителів.
За віковим діапазоном населення розподілялося таким чином: 24,0 % — особи молодші 18 років, 61,1 % — особи у віці 18—64 років, 14,9 % — особи у віці 65 років та старші. Медіана віку мешканця становила 43,4 року. На 100 осіб жіночої статі у селищі припадало 95,8 чоловіків;  на 100 жінок у віці від 18 років та старших — 96,9 чоловіків також старших 18 років.
Середній дохід на одне домашнє господарство  становив 56 160 доларів США (медіана — 45 313), а середній дохід на одну сім'ю — 61 665 доларів (медіана — 51 875). Медіана доходів становила 42 292 долари для чоловіків та 32 361 долар для жінок. За межею бідності перебувало 12,7 % осіб, у тому числі 20,0 % дітей у віці до 18 років та 3,0 % осіб у віці 65 років та старших.
Цивільне працевлаштоване населення становило 292 особи. Основні галузі зайнятості: освіта, охорона здоров'я та соціальна допомога — 21,6 %, виробництво — 18,8 %, транспорт — 11,0 %, роздрібна торгівля — 9,6 %.